# Interactive Achievement Awards 1998
A 1.ª cerimônia de entrega dos Interactive Achievement Awards (ou Interactive Achievement Awards 1998, no original em inglês: 1st Annual Interactive Achievement Awards) foi a primeira transmissão de premiação organizada pela Academia de Artes e Ciências Interativas (AIAS), no qual homenageou os melhores jogos da indústria de jogos eletrônicos lançados no ano de 1997.
A premiação ocorreu em 28 de maio de 1998 no Georgia World Congress Center em Atlanta, Georgia, nos Estados Unidos, durante o período da E3 1998, quarta edição da feira de convenções de jogos eletrônicos, onde conteve financiamento extra da Entertainment Software Association (ESA), organizadora da E3. A cerimônia indicou mais de 70 títulos para suas 26 categorias, no qual duas delas foram dedicadas a premiar veículos de informações da indústria de jogos.
GoldenEye 007 foi o jogo com maior número de indicações e prêmios recebidos na cerimônia, incluindo o maior prêmio de Título Interativo do Ano. Shigeru Miyamoto da Nintendo recebeu uma homenagem por suas contribuições significativas para a indústria, entrando para o AIAS Hall da Fama, consequentemente sendo o prêmio desenvolvedor a conseguir o prêmio.

## Visão geral
Assim como a indústria do cinema (Oscar) e da música (Grammy) possuem suas respectivas premiações anuais que homenageiam as contribuições feitas pelos artistas de suas respectivas modalidades, o Interactive Achievement Awards foi estabelecido para  cumprir as mesmas funções na indústria de jogos eletrônicos. Originalmente a ideia começou em 1992 quando Andrew Zucker, advogado da indústria do entretenimento, queria criar um grupo para videogames semelhante à Academia de Artes e Ciências Cinematográficas (AMPAS) para a indústria cinematográfica. A Academia de Artes e Ciências Interativas (AIAS) foi criada a partir daí, com sua sede ficando localizada em Los Angeles, servindo de ponte para o Vale do Silício e Hollywood.
O esforço de criar a AIAS Peter Main da Nintendo, Tom Kalinske da Sega e Doug Lowenstein, fundador da Entertainment Software Association. Assim como ocorre no Oscar e Grammy, o Interactive Achievement Award seguiu o formato de indicados em cada categoria por meio de uma seleção por um painel de pares montado pela AIAS, inicialmente contando com mais de 100 profissionais de jogos eletrônicos em várias partes da indústria, incluindo desenvolvedores, programadores, artistas e editoras. Sem possuir um apresentador específico para todo o show, o IAAs 1998 ocorreu durante o período da maior feira de convenções dos jogos, a Electronic Entertainment Expo (E3) 1998, usando o Georgia World Congress Center como local de cerimônia.

## Vencedores e indicados

### Categorias
Títulos em negrito venceram nas respectivas categorias:
|  | Indica o ganhador dentro de cada categoria. |

| Título Interativo do Ano | Jogo de Ação para Computador do Ano |
| --- | --- |
| GoldenEye 007 – Rare/Nintendo - Age of Empires – Ensemble Studios/Microsoft - Blade Runner – Westwood Studios/Virgin Interactive - Final Fantasy VII – Squaresoft/Sony Computer Entertainment - PaRappa the Rapper – NanaOn-Sha/Sony Computer Entertainment | Quake II – id Software/Activision - Carmageddon Max Pack – Stainless Games/Sales Curve Interactive/Interplay Productions - Die By the Sword – Treyarch/Tantrum Entertainment - Star Wars Jedi Knight: Dark Forces II – LucasArts - Redneck Rampage – Xatrix Entertainment/Interplay Productions - Wing Commander: Prophecy – Origin Systems/Electronic Arts |
| Jogo de Aventura para Computador do Ano | Título Criativo para Computador do Ano |
| Blade Runner – Westwood Studios/Virgin Interactive - Realms of the Haunting – Gremlin Interactive/Interplay Productions - Riven – Cyan Worlds/Red Orb Entertainment - Tex Murphy: Overseer – Access Software - The Curse of Monkey Island – LucasArts - The Journeyman Project 3: Legacy of Time – Presto StudiosRed Orb Entertainment                                                   | Orly's Draw-a-Story – ToeJam & Earl Productions/Broderbund - The American Girls Premiere – The Learning Company - Barbie Cool Looks Fashion Designer – Digital Domain/Mattel Media - Disney's Magic Artist – Image Builder Software/Disney Interactive - Print Artist Platinum – Sierra Home - Print Master Platinum 4.0 – Mindscape                        |
| Jogo de Educação e Entretenimento para Computador do Ano | Título para Família/Crianças de Computador do Ano |
| Where in Time Is Carmen Sandiego? – Broderbund - Ariel's Story Studio – Media Station/Disney Interactive - Crayola Magic Wardrobe – Hyperspace Cowgirls/IBM - Reader Rabbit's First Grade – The Learning Company - Sesame Street: Elmo's Preschool Deluxe – Children's Television Workshop/The Learning Company                                                                          | LEGO Island – Mindscape - Backyard Baseball – Humongous Entertainment/GT Interactive Software - Oregon Trail 3rd Edition: Pioneer Adventures – MECC/The Learning Company - Secret Paths in the Forest – Media Concrete & Convival / Purple Moon - Tonka Search and Rescue – Media Station/Hasbro Interactive - Ultimate Family Tree – Palladium Interactive |
| Jogo de Computador do Ano | Jogo de RPG para Computador do Ano |
| StarCraft – Blizzard Entertainment | Dungeon Keeper – Bullfrog Productions/Electronic Arts - Fallout – Interplay Productions - Lands of Lore: Guardians of Destiny – Westwood Studios/Virgin Interactive |
| Jogo de Simulação para Computador do Ano | Título de Construção de Habilidades em Informática do Ano |
| Microsoft Flight Simulator 98 – Microsoft - F22 Air Dominance Fighter – Digital Image Design/Infogrames Entertainment - Jane's F-15 – Jane's Combat Simulations/Electronic Arts - Jane's Longbow 2 – Jane's Combat Simulations/Electronic Arts - Star Trek: Starfleet Academy – Interplay Productions                                                                                    | Carmen Sandiego Word Detective – Broderbund - The Clue Finders' Third Grade Adventures – The Learning Company - Disney's Ready to Read with Pooh – Disney Interactive - Inside the SAT and ACT 98 Deluxe – The Princeton Review/Mindscape - JumpStart 2nd Grade Math – Human Code/Knowledge Adventure                                                       |
| Jogo de Esporte para Computador do Ano | Jogo de Estratégia para Computador do Ano |
| FIFA: Road to World Cup 98 – EA Canada/EA Sports - Links LS 1998 Edition – Access Software - NBA Action '98 – Visual Concepts/Sega - World Series Baseball '98 – blueSky Software/Sega | Age of Empires – Ensemble Studios/Microsoft - Command & Conquer Gold – Westwood Studios - Sid Meier's Gettysburg! – Firaxis Games/Electronic Arts - StarCraft – Blizzard Entertainment - Total Annihilation – Cavedog Entertainment/GT Interactive Software - Warlords III: Reign of Heroes – Strategic Studies Group/Red Orb Entertainment                 |
| Jogo de Ação para Console do Ano | Jogo de Aventura para Console do Ano |
| GoldenEye 007 – Rare/Nintendo - Crash Bandicoot 2: Cortex Strikes Back – Naughty Dog/Sony Computer Entertainment - Gex: Enter the Gecko – Crystal Dynamics - Resident Evil 2 – Capcom - Turok: Dinosaur Hunter – Iguana Entertainment/Acclaim Entertainment | Final Fantasy VII – Squaresoft/Sony Computer Entertainment - Castlevania: Symphony of the Night – Konami - Oddworld: Abe's Oddysee – Oddworld Inhabitants/GT Interactive Software - Resident Evil 2 – Capcom - Riven – Cyan Worlds/Red Orb Entertainment |
| Jogo de Luta para Console do Ano | Jogo de Console do Ano |
| WCW vs. nWo: World Tour – Asmik Ace Entertainment/AKI Corporation/THQ - Bloody Roar – Hudson Soft/Sony Computer Entertainment - Bushido Blade – Light Weight/Squaresoft/Sony Computer Entertainment - Street Fighter EX Plus Alpha – Arika/Capcom - WCW Nitro – Inland Productions/THQ                                                                                                   | GoldenEye 007 – Rare/Nintendo |
| Jogo de Corrida para Console do Ano | Jogo de RPG para Console do Ano |
| Diddy Kong Racing – Rare - Mario Kart 64 – Nintendo EAD/Nintendo - Moto Racer – Delphine Software International/Electronic Arts - NASCAR 98 – Stormfront Studios/EA Sports | Final Fantasy VII – Squaresoft/Sony Computer Entertainment - Alundra – Matrix Software/Working Designs - Suikoden – Konami - Wild Arms – Media.Vision/Sony Computer Entertainment |
| Jogo de Esporte para Console do Ano | Site de Entretenimento do Ano |
| International Superstar Soccer 64 – Konami - NASCAR 98 – Stormfront Studios/EA Sports - NBA Live 98 – EA Canada/EA Sports - NFL Gameday 98 – Sony Computer Entertainment - NFL Quarterback Club 98 – Iguana Entertainment/Acclaim Entertainment | Bezerk - Comedy Central Online - Disney's Daily Blast - Entertainment Asylum - NBC TV's Home on the Web |
| Site de Notícias/Informação do Ano | Jogo Online do Ano |
| CNN Online - ABC News Online - Discovery Channel Online - ESPN Sportszone - The Washington Post Online | Ultima Online – Origin Systems/Electronic Arts - Air Warrior II – Kesmai/Interactive Magic - Aliens Online – Mythic Entertainment/Kesmai - Gemstone III – Simutronics - SubSpace – Burst Studios/Virgin Interactive |
| Conquista na Excelência Artística/Gráfica | Conquista na Excelência em Design Interativo |
| Riven – Cyan Worlds/Red Orb Entertainment - Blade Runner – Westwood Studios/Virgin Interactive - Final Fantasy VII – Squaresoft/Sony Computer Entertainment - GoldenEye 007 – Rare/Nintendo - The Curse of Monkey Island – LucasArts | PaRappa the Rapper – NanaOn-Sha/Sony Computer Entertainment - Dungeon Keeper – Bullfrog Productions/Electronic Arts - Final Fantasy VII – Squaresoft/Sony Computer Entertainment - GoldenEye 007 – Rare/Nintendo |
| Conquista na Excelência Engenharia de Software | Conquista na Excelência em Som e Música |
| GoldenEye 007 – Rare/Nintendo - Blade Runner – Westwood Studios/Virgin Interactive - Microsoft Flight Simulator 98 – Microsoft - NFL Gameday 98 – Sony Computer Entertainment - NFL Quarterback Club 98 – Iguana Entertainment/Acclaim Entertainment - Star Trek: Starfleet Academy – Interplay Productions - Temujin – SouthPeak Games - Ultima Online – Origin Systems/Electronic Arts | PaRappa the Rapper – NanaOn-Sha/Sony Computer Entertainment - Fallout – Interplay Productions - Interstate 76 – Activision - Oddworld: Abe's Oddysee – Oddworld Inhabitants/GT Interactive Software - Outlaws – LucasArts - Star Trek: Starfleet Academy – Interplay Productions                                                                            |

### Prêmios honorários
| AIAS Hall da Fama                                                                                          |
| --- |
| Shigeru Miyamoto – Produtor das franquias Donkey Kong, F-Zero, Super Mario, Star Fox e The Legend of Zelda |

## Jogos com múltiplas indicações e prêmios
| Indicações                    | Jogo |
| ----------------------------- | ---- |
| 6                             |      |
| GoldenEye 007                 |      |
| 5                             |      |
| Final Fantasy VII             |      |
| 4                             |      |
| Blade Runner                  |      |
| 3                             |      |
| PaRappa the Rapper            |      |
| Riven                         |      |
| Star Trek: Starfleet Academy  |      |
| 2                             |      |
| Age of Empires                |      |
| Dungeon Keeper                |      |
| Fallout                       |      |
| Microsoft Flight Simulator 98 |      |
| NASCAR 98                     |      |
| NFL Gameday 98                |      |
| NFL Quarterback Club 98       |      |
| Oddworld: Abe's Oddysee       |      |
| Resident Evil 2               |      |
| StarCraft                     |      |
| The Curse of Monkey Island    |      |
| Ultima Online                 |      |

| Prêmios | Jogo               |
| ------- | ------------------ |
| 4       | GoldenEye 007      |
| 2       | Final Fantasy VII  |
| 2       | PaRappa the Rapper |